# Сражение у Бассиньяно (1799)
Сражение у Бассиньяно (фр. Bataille de Bassignana) — локальное сражение, произошедшее 1 (12) мая 1799 года у селения Бассиньяна в Италии, на реке По, ниже Валенцы, между русским отрядом генерал-майора Чубарова и французскими войсками генерала Моро.

## История
После поражения на реке Адде Моро отступил за реку Тичино. Имея двоякую задачу — прикрывать Турин и поддерживать сообщения с войсками Макдональда, находившимися в Неаполе — Моро одну часть своих войск направил к Турину, а с другой расположился, в ожидании прибытия Макдональда, на весьма сильной позиции между крепостями Валенцою и Александрией за реками По и Танаро.
В это время Суворов, заняв Милан, получил известие, оказавшееся впоследствии неверным, о приближении армии Макдональда, а потому направился с главными силами к переправам реки По, и 26 апреля (7 мая) союзные войска стояли уже на обоих берегах. Одновременно с этим получилось и другое известие об оставлении французскими войсками Валенцы. На основании этого фельдмаршал приказал Розенбергу послать 27 апреля (8 мая) от его колонны авангард генерал-майора Чубарова (около 3 тысяч человек), для занятия этого города. Великий Князь Константин Павлович, прибыв 26 апреля в главную квартиру Суворова и сгорая нетерпением видеть военные действия, отправился в отряд Розенберга.
Генерал-майор Чубаров для переправы через реку По избрал место близ селения Борго-Франко, километрах в 7 ниже Валенцы, и того же числа подошел к месту переправы, но неприятель заблаговременно уничтожил все суда, так что Чубарову только 30 апреля (11 мая) удалось устроить большой паром и приступить к переправе на остров Мугароне напротив Бассиньяно. На противоположном берегу обнаружены были неприятельские передовые посты, которые, однако, не пытались мешать переправе. Во всяком случае это доказывало, что Валенца, ещё не покинута, о чём в то же время получено было известие и в главной квартире. Вследствие этого Суворов 30 апреля (11 мая) посылает из Тартоны Розенбергу одно за другим приказание — вернуться назад на присоединение к главным силам. Но Розенберг, соблазнившись отсутствием помехи к переправе, решил завладеть Валенцой.
Утром 1 (12) мая весь авангард Чубарова был на острове Мугароне, откуда уже легко можно было перейти вброд на правый берег По. Розенберг выжидал накопления войск; переправа его главных сил шла медленно. Авангард Чубарова перешел с острова на правый берег, отогнал аванпосты и занял близлежащие высоты. Французы (дивизии Гранье и Виктора, около 13 тысяч человек) зорко следили за движением авангарда Чубарова, и когда он продвинулся вперед, атаковали его с двух сторон.
Несмотря на большое превосходство в силах неприятеля, Чубаров, построив войска в каре, стойко отбивался, ожидая подхода помощи. Однако Розенберг, направившийся было за своим авангардом к Бассиньяно, получил новое приказание Суворова и возвратился на северный берег По. Генерал-майор Чубаров, оставленный без поддержки, выдерживал неравный бой против наседающего со всех сторон противника в течение 8 часов и нес значительные потери. По словам участника этого боя Грязева, войска «начали слабеть и силами, и духом и, наконец, совершенно расстроились». Лишь при помощи подкреплений (3,5 батальона), выдвинутых Великим Князем Константином Павловичем, измученный авангард Чубарова отступил к Бассиньяно; с трудом оттуда в темноте войска перешли на остров Мугароне и перевезли артиллерию под прикрытием батальона мушкетерского генерал-майора Барановского полка.
Но и на острове войска вынуждены были всю ночь провести под губительным огнём неприятельской артиллерии, так как переправа с острова на северный берег была замедлена. Итальянцы-перевозчики обрезали канат у парома, который унесло течением вниз по реке, и прошло много времени, пока казаки его не остановили и не приспособили снова к переправе. Ночью переправляли раненых, а войска на острове должны были отражать попытки французов перейти через рукав реки. Только утром Чубарову удалось переправить на левый берег остатки своего авангарда. Потери: русских: офицеров 7 убитых и 50 раненых, в том числе и сам начальник авангарда генерал-майор Чубаров, нижних чинов 1200 человек (из них 333 пленных) и 2 орудия; французов — 600 человек.

## Фильмография
- https://www.youtube.com/watch?v=_VF9sk-IjOE • Продолжение цикла об Итальянском походе Суворова. В этом выпуске речь о малоизвестной странице военной кампании – сражении у Бассиньяно.  Кипнис, Борис Григорьевич раскрывает детали стратегии Александра Суворова и дискутирует с Егором Яковлевым о роли Великого Князя Константина, вмешательство которого стало причиной поражения на поле боя.